# Country-Musik 1961
Die Liste bietet eine Übersicht über das Jahr 1961 im Genre Country-Musik.

## Events
- 17. März – NBC strahlt zum ersten Mal die wöchentliche Show Five Star Jubilee aus.
- 14. Juni – Patsy Cline wird bei einem Autounfall schwer verletzt. Während ihres Krankenhausaufenthaltes wird die Single I Fall to Pieces zu einem großen Crossover-Hit.

## Top Hits des Jahres

### Number-1-Hits
- 9. Januar – North To Alaska – Johnny Horton
- 27. Februar – Don't Worry – Marty Robbins
- 8. Mai – Hello Walls – Faron Young
- 10. Juli – Heartbreak U.S.A. – Kitty Wells
- 7. August – I Fall to Pieces – Patsy Cline
- 21. August – Tender Years – George Jones
- 25. September – Walk on By – Leroy Van Dyke
- 20. November – Big Bad John – Jimmy Dean

### Weitere große Hits
- Backtrack – Faron Young
- Beggar to a King – Hank Snow
- Big River, Big Man – Claude King
- The Blizzard – Jim Reeves
- Foolin' Around – Buck Owens
- Heart Over Mind – Ray Price
- Hello Fool – Ralph Emery
- How Do You Talk to a Baby – Webb Pierce
- I Dreamed of a Hill-Billy Heaven – Tex Ritter
- It's Your World – Marty Robbins
- Last Date – Floyd Cramer
- Loose Talk – Buck Owens und Rose Maddox
- My Last Date (With You) – Skeeter Davis
- Oh Lonesome Me – Johnny Cash
- Optimistic – Skeeter Davis
- San Antonio Rose – Floyd Cramer
- Sea of Heartbreak – Don Gibson
- Signed Sealed and Delivered – Cowboy Copas
- Sweet Dreams – Don Gibson
- Sweet Lips – Webb Pierce
- Through That Door – Ernest Tubb
- When Two Worlds Collide – Roger Miller
- Window Up Above – George Jones
- Your Old Love Letters – Porter Wagoner

## Alben (Auswahl)
- At the Golden Nugget – Hank Thompson (Capitol)
- Buck Owens – Buck Owens (Capitol)
- Buck Owens Sings Harlan Howard – Buck Owens (Capitol)
- Chet Atkins' Workshop – Chet Atkins (RCA)
- Cowboy Copas Sings The Songs That Made Him Famous – Cowboy Copas (Starday)
- Got You on My Mind – Jean Shepard (Capitol)
- Here's the Answer – Skeeter Davis (RCA)
- Hank Snow Souvenirs – Hank Snow (RCA)
- Chet Atkins in Hollywood – Chet Atkins (RCA)
- Let's Make Memories Tonight – Eddy Arnold (RCA)
- A Man and His Guitar – Chet Atkins (RCA)
- The Most Popular Guitar – Chet Atkins (RCA)
- Now Here’s Johnny Cash – Johnny Cash
- Our Favorite Folk Songs – The Browns (RCA)
- Patsy Cline Showcase – Patsy Cline (Decca)
- Right or Wrong – Wanda Jackson (Capitol)
- San Antonio Rose – Ray Price (Columbia)
- The Wild, Wicked But Wonderful West – Johnny Bond (Starday)
- The Versatile Burl Ives – Burl Ives (Decca)

## Geboren
- 07. Juni – Wylie Gustafson
- 01. Juli – Michelle Wright
- 08. Juli – Toby Keith († 2024)
- 25. August – Billy Ray Cyrus

## Gestorben
- 20. September – Karl Farr, Mitglied der Sons of the Pioneers.

## Neuaufnahmen in dieCountry Music Hall of Fame
- Jimmie Rodgers (1897–1933)
- Fred Rose (1898–1954)
- Hank Williams (1923–1953)

## Wichtige Auszeichnungen

### Grammys
- Best Country and Western Recording – El Paso – Marty Robbins[1]